# Yolande Folliot
Yolande Folliot, née le 12 décembre 1952 au Mans, est une comédienne française.
Elle est notamment connue pour les premiers rôles qu'elle tint dans plusieurs téléfilms des années 1970, dont celui de Christine Gaillard dans La Poupée sanglante de Marcel Cravenne en 1976 et de Clarisse Duruy dans Les Fiancées de l'Empire de Jacques Doniol-Valcroze en 1981.

## Filmographie

### Cinéma
- 1976 : Deux cloches à la neige de Jean-Louis Guillermou
- 1978 : Le Vainqueur des ténèbres
- 1979 : Les parents ne sont pas simples cette année de Marcel Jullian
- 2013 : À coup sûr de Delphine de Vigan

### Télévision
- 1974 : Paul et Virginie, de Pierre Gaspard-Huit
- 1975 : Au théâtre ce soir : Il était une gare, de Jacques Deval, mise en scène Jacques Mauclair, réalisation Pierre Sabbagh, Théâtre Édouard VII
- 1976 : La Poupée sanglante, feuilleton télévisé de Marcel Cravenne
- 1976 : Ces beaux messieurs de Bois-Doré, de Bernard Borderie
- 1977 : Richelieu ou Le Cardinal de Velours, de Jean-Pierre Decourt
- 1978 : Les Jeunes Filles, de Lazare Iglesis, d'après l'œuvre de Henry de Montherlant
- 1978 : Les Grandes Conjurations, épisode Le Connétable de Bourbon, de Jean-Pierre Decourt (rôle de Diane de Poitiers)
- 1979 : Les Amours de la Belle Époque
- 1979 : Le Tourbillon des jours, de Jacques Doniol-Valcroze
- 1980 : Tartuffe ou l'imposteur, de Molière, mise en scène Jean Pignol, adaptation de Françoise Romand, avec Michel Galabru, Bernard Fresson, Micheline Dax
- 1981 : Les Fiancées de l'Empire, de Jacques Doniol-Valcroze
- 1981 : Au théâtre ce soir : Ce que femme veut, d'Alfred Savoir et Étienne Rey, mise en scène Jean Kerchbron, réalisation Pierre Sabbagh, Théâtre Marigny
- 1982 : Venise en hiver, de Jacques Doniol-Valcroze avec Adalberto Maria Merli
- 1984 : Au théâtre ce soir : La Malibran, de Jacques Josselin, mise en scène Philippe Rondest, réalisation Pierre Sabbagh, Théâtre Marigny
- 1986 : Claire, de Lazare Iglesis
- 1988 : Le Retour d'Arsène Lupin
- 1989 : L’Été de la Révolution, de Lazare Iglesis
- 1989 : Les Enquêtes du commissaire Maigret, épisode L'Amoureux de Madame Maigret, de James Thor
- 1994 : Nestor Burma, saison 3, épisode 4 : Nestor Burma court la poupée, de Joël Séria : Béatrice Morizot
- 2000 : Louis la Brocante : Louis et l'académie des quatre jeudis : Laure Cazenave
- 2003 : Joséphine, ange gardien (épisode 16 La vérité en face), d'André Chandelle : la directrice de l'école
- 2003 : Le Bleu de l'océan, de Didier Albert : la procureure
- 2001 - 2004 : Franck Keller : Mireille
- 2013 : Section de recherches : Noces de sang (saison 7, épisode 3), de Delphine Lemoine : Madame Revil

## Théâtre
- 1973 : Le Jeu de l'amour et du hasard de Marivaux, mise en scène Jean Meyer, Théâtre des Célestins : Silvia[1]
- 1974 : Le Bourgeois gentilhomme de Molière, mise en scène Jean Meyer, Théâtre des Célestins : Dorimène[2]
- 1974 : Les Bienfaits de la culture d'Alexis Nikolaïevitch Tolstoï, mise en scène Jean Meyer, Théâtre des Célestins : La jeune princesse[3]
- 1974 : L'Avare de Molière, mise en scène Jean Meyer, Théâtre des Célestins : Elise[4]
- 1975 : On ne badine pas avec l'amour de Alfred de Musset, mise en scène Jean Meyer, Théâtre des Célestins : Camille[5]
- 1975 : Lorenzaccio d'Alfred de Musset, mise en scène François Timmerman, Théâtre de la Plaine
- 1975 : Le plaisir de rompre / Le Pain de ménage de Jules Renard, mise en scène Jean Meyer, Théâtre des Célestins
- 1975 : Ne jouez pas avec l'amour de Calderón, mise en scène Jean-Paul Lucet, Festival de Briançon
- 1975 : La Place Royale ou l'Amoureux extravagant de Pierre Corneille, mise en scène Jean Serge, Festival de Barentin, Theatre Montdory : Phylis
- 1975 : Les Caprices de Marianne d'Alfred de Musset, mise en scène Jean-François Timmerman, Théâtre de la Plaine
- 1976 : Mélite de Corneille, mise en scène Jean Serge, Théâtre de Rouen
- 1976 : L'Impromptu de Versailles de Molière, mise en scène Jean Meyer, Théâtre des Célestins : Mademoiselle De Brie[6]
- 1977 : Polyeucte de Corneille, mise en scène Jean Serge, Théâtre de Rouen
- 1978 : Le Préféré de Pierre Barillet et Jean-Pierre Grédy, mise en scène Michel Roux, Théâtre de la Madeleine
- 1979 : Mademoiselle Julie d'August Strindberg, mise en scène Jean Meyer, Théâtre des Célestins
- 1979 : L'Avare de Molière, mise en scène Jean Meyer, Théâtre des Célestins (reprise)
- 1979 : Tartuffe de Molière, mise en scène Paul-Émile Deiber, Festival de Sarlat
- 1980 : Un chapeau de paille d'Italie d'Eugène Labiche, mise en scène Jean-Paul Lucet
- 1980 : Une maison de poupée d'Henrik Ibsen, mise en scène Jean Meyer, Théâtre des Célestins : Nora[7]
- 1980 : Les Fausses Confidences de Marivaux, mise en scène Jean Meyer, Théâtre des Célestins : Araminte[8]
- 1980 : Le Clou de Monsieur Louis de Françoise Adret et Florence Mothe, mise en scène Paul-Émile Deiber, Théâtre de Bordeaux
- 1980 : Snap de Maurice Clavel, mise en scène Sylvia Monfort, Carré Sylvia Monfort
- 1981 : La guerre de Troie n'aura pas lieu de Jean Giraudoux, mise en scène Jean Meyer, Théâtre des Célestins : Hélène[9]
- 1981 : Le Misanthrope de Molière, mise en scène Jean Meyer, Théâtre des Célestins : Célimène[10],[11]
- 1982 : Lorsque l'enfant paraît d’André Roussin, mise en scène Jean-Michel Rouzière, Théâtre des Variétés
- 1982 : Le Mariage de Figaro de Beaumarchais, mise en scène Jean Meyer, Théâtre des Célestins : La comtesse[12]
- 1983 : Un grand avocat d’Henry Denker, mise en scène Robert Hossein, Théâtre Mogador
- 1983 : Le Mariage forcé de Molière, mise en scène Mario Franceschi
- 1983 : Le Dindon de Georges Feydeau, mise en scène Jean Meyer, Théâtre des Célestins : Lucienne Vatelin[13]
- 1983 : Six personnages en quête d'auteur de Luigi Pirandello, mise en scène Jean Meyer, Théâtre des Célestins : La belle fille[14]
- 1983 : Mangeront-ils ? de Victor Hugo, mise en scène Mario Franceschi
- 1984 : La Malibran de Jacques Josselin, mise en scène Philippe Rondest, Théâtre Fontaine
- 1984 : Le Barbier de Séville de Beaumarchais, mise en scène Mario Franceschi, Théâtre des Champs-Élysées
- 1984 : Tartuffe de Molière, mise en scène Jean Meyer, Théâtre des Célestins : Elmire[15]
- 1984 : Le Dindon de Georges Feydeau, mise en scène Jean Meyer, Théâtre du Palais-Royal
- 1985 : La Prise de Berg-Op-Zoom de Sacha Guitry, mise en scène Jean Meyer, Théâtre des Célestins : Paulette[16]
- 1986 : La Prise de Berg-Op-Zoom de Sacha Guitry, mise en scène Jean Meyer, Théâtre des Nouveautés, Théâtre de la Michodière
- 1986 : L'Amuse-gueule de Gérard Lauzier, mise en scène Pierre Mondy, Théâtre du Palais-Royal
- 1987 : Une soirée pas comme les autres de Jean Barbier, mise en scène Henri Tisot, Théâtre des Nouveautés
- 1988 : Ténor de Ken Ludwig (en), mise en scène Jean-Luc Moreau Théâtre de la Porte-Saint-Martin
- 1988 : La Double Inconstance de Marivaux, mise en scène Jean-Paul Tribout
- 1989 : Un chapeau de paille d'Italie d'Eugène Labiche et Marc-Michel, mise en scène Jean-Paul Lucet, Théâtre des Célestins :  Anaïs[17]
- 1989 : Vite une femme de Daniel Prévost, mise en scène Jean-Luc Moreau, Théâtre Michel[18]
- 1990 : Reviens dormir à l'Elysée de Jean-Paul Rouland et Claude Olivier, mise en scène Michel Roux, Comédie Caumartin
- 1991 : La Bonne Anna de Marc Camoletti, mise en scène de l'auteur, Théâtre Michel
- 1991 : La Paix chez soi de Georges Courteline, mise en scène Jean-Pierre Gernez, Théâtre du Palais-Royal
- 1991 : Le Prête-nom de John Chapman, mise en scène Jean-Luc Moreau
- 1992 : Désiré de Sacha Guitry, mise en scène Jacques Échantillon
- 1992 : Chantecler d'Edmond Rostand, mise en scène Jean-Paul Lucet, Théâtre antique de Fourvière, Théâtre des Célestins : La Faisane[19]
- 1993 : Le Canard à l'orange de William Douglas Home, mise en scène Pierre Mondy et Alain Lionel, Théâtre Daunou
- 1994 : Une folie de Sacha Guitry, mise en scène Jacques Échantillon
- 1995 : Archibald de Julien Vartet, mise en scène Daniel Colas, Théâtre Edouard VII
- 1996 : Les Œufs de l'autruche d'André Roussin, mise en scène Stéphane Hillel, Théâtre des Variétés
- 1997 : Voyage de noces de Marc Camoletti, mise en scène de l'auteur, Théâtre Michel
- 1998 : Face à face de Francis Joffo, mise en scène Francis Joffo, Théâtre du Palais-Royal
- 1999 : Archibald de Julien Vartet, mise en scène Jacqueline Bœuf, Théâtre Edouard VII
- 2000 : La Tête des autres de Marcel Aymé, mise en scène Jean-Luc Tardieu, Théâtre de Beauvais
- 2001 : La Ménagerie de verre de Tennessee Williams, mise en scène Christophe Thiry
- 2003 : Knock ou le triomphe de la médecine de Jules Romains, mise en scène Maurice Benichou, Théâtre Antoine
- 2003 : Tout est bien qui finit bien de William Shakespeare, mise en scène Pierre Beffeyte
- 2003 : Tout bascule d'Olivier Lejeune, mise en scène de l'auteur
- 2007 : Fin de terre de Georges de Cagliari, mise en scène Sara Veyron, Théâtre Clavel :  Erynie[20]
- 2006 - 2007 : Célimène et le Cardinal de Jacques Rampal, mise en scène de l'auteur
- 2007 : Tout est bien qui finit bien de William Shakespeare, mise en scène Pierre Beffeyte, L'Archipel (Granville) : La Comtesse de Roussillon, La Veuve
- 2007 : L'azalée de Yves Jamiac, mise en scène Jacqueline Bœuf, Palais des Princes (Orange), en tournée
- 2010 : Le Gang des seniors de Bruno Druart, mise en scène Thierry Lavat, en tournée[21] :  Amandine

## Doublage
- 1981 : La Fièvre au corps : Matty Walker (Kathleen Turner)
- 1982 : Blade Runner : Zhora (Joanna Cassidy)
- 1983 : Jamais plus jamais : Patricia Fearing (Prunella Gee)
- 1984 : Signé : Lassiter : Kari von Fursten (Lauren Hutton)
- 1988 : Voyageur malgré lui : Sarah Leary (Kathleen Turner)
- 1992 : Batman : Catwoman (Adrienne Barbeau)  (en alternance avec Véronique Augereau et Nathalie Spitzer)